# Il dilemma
Il dilemma (The Dilemma) è un film del 2011 diretto da Ron Howard.
Pellicola di genere commedia drammatica, con protagonisti Vince Vaughn e Kevin James.

## Trama
Ronny e Nick sono amici per la pelle dai tempi del college. Ora che sono i proprietari della B&V Engine Design, i due amici stanno mettendo a punto un progetto importante che potrebbe cambiare le sorti della loro vita professionale. Questa è la situazione fino al momento in cui Ronny vede la moglie di Nick baciare un altro uomo. Non avendo il coraggio di dirlo all'amico e minacciato da Geneva per una storia di vent'anni prima, Ronny decide di lanciarsi a capofitto in un'indagine del tutto amatoriale per raccogliere prove e dimostrare all'amico che sua moglie lo tradisce, ma questo scatenerà un caos esilarante anche nella sua stessa vita.

## Distribuzione
Negli Stati Uniti il film è stato presentato in anteprima a Chicago, dove il film è ambientato, il 7 gennaio 2011, mentre nel resto del paese è uscito il 14 gennaio. In Italia è stato distribuito nelle sale il 20 maggio.